# Ижевская государственная медицинская академия
Ижевская государственная медицинская академия (ИГМА; полное наименование Федеральное государственное бюджетное образовательное учреждение высшего образования «Ижевская государственная медицинская академия» Министерства здравоохранения Российской Федерации; сокращённое наименование ФГБОУ ВО ИГМА Минздрава России) — высшее учебное заведение медицинского профиля в городе Ижевске Удмуртской Республики.

## История
В связи с начавшейся после разрушительной Гражданской войны в России эпидемии сибирской язвы и холеры на территории Удмуртской автономной области остро встал вопрос о подготовке высококвалифицированных медицинских кадров. Постановлением Совета народных комиссаров РСФСР от 15.04.1933 № 341 было принято решение об открытии в городе Ижевске медицинского института. Одним из основателей вуза стал известный советский учёный-медик Василий Николаевич Парин.
В августе 1933 года на первый курс Ижевского медицинского института был зачислен 171 студент. Изначально институт состоял из одного — лечебного — факультета, в рамках которого функционировали четыре кафедры: нормальной анатомии, общей химии, физики, биологии. В течение последующих пяти лет он значительно расширился: были организованы ещё свыше двух десятков кафедр, в оснащении которых учебными пособиями содействовал 2-й Московский медицинский институт.
В 1938 году состоялся первый выпуск 109 врачей, бо́льшая часть которых была направлена на работу в медицинские учреждения Удмуртии. За годы Великой Отечественной войны институтом было осуществлено пять выпусков — большинство из новоиспечённых 762 врачей этого периода были направлены в действующую армию и тыловые госпитали. В 1943 году за самоотверженную работу и активную помощь институт получил благодарность от Верховного главнокомандующего Советской Армии Генералиссимуса Сталина.
В послевоенные годы институт продолжил своё развитие: в 1975 году был открыт педиатрический факультет, а в 1980 — стоматологический. В учебном процессе стали активно применяться технические средства, улучшилось оснащение лабораторным оборудованием, были сделаны учебные кинофильмы. В начале 80-х годов создан вычислительный центр, и в педагогический процесс началось внедрение вычислительной техники.
В 1995 году на основании приказа Госкомвуза России от 23.06.1995 № 953 и приказа Министерства здравоохранения и медицинской промышленности Российской Федерации от 20.07.1995 № 209 Ижевский государственный медицинский институт получил статус академии и был переименован в Ижевскую государственную медицинскую академию.

## Ректоры
- 1933—1937 — Гавриил Григорьевич Стерхов;
- 1937—1940 — Самуил Рувимович Гехман;
- 1940—1944 — Николай Фёдорович Рупасов;
- 1944—1948 — Иван Иванович Косицын;
- 1948—1952 — Семён Иванович Ворончихин;
- 1952—1955 — Илья Васильевич Олюнин;
- 1955—1961 — Николай Фёдорович Рупасов;
- 1961—1968 — Арсений Михайлович Загребин;
- 1968—1975 — Иван Петрович Мокеров;
- 1975—1987 — Георгий Ефимович Данилов;
- 1987—1993 — Вениамин Арсеньевич Ситников;
- 1993—2018 — Николай Сергеевич Стрелков;
- 2019—н. в. — Алексей Евгеньевич Шкляев.

## Образовательная деятельность
По состоянию на 2020 год в образовательном процессе ИГМА принимают участие 5 факультетов:
- лечебный факультет;
- педиатрический факультет;
- стоматологический факультет;
- центр довузовского и дополнительного образования;
- факультет повышения квалификации и профессиональной переподготовки.

Подготовка специалистов проводится по специальностям «лечебное дело», «педиатрия» и «стоматология». Также осуществляется последипломная профессиональная подготовка по 22 специальностям интернатуры, 28 специальностям ординатуры и 19 специальностям аспирантуры. Кроме того, проводятся повышение квалификации и профпереподготовка работников и специалистов, осуществляется подготовка абитуриентов к поступлению в вуз.
Помимо прочего, академия участвует в совместной подготовке специалистов с Ижевским государственным техническим университетом в рамках специальности «Физические методы и приборы медицинской интроскопии» и с Удмуртским государственным университетом по специальности «Медицинская биотехнология».
Клиническими базами ИГМА являются ведущие лечебно-профилактические учреждения Удмуртской Республики и города Ижевска: I Республиканская клиническая больница, Республиканский клинико-диагностический центр, городские клинические больницы №№ 1, 2, 6, 9 и другие. Наличие в них современного лечебно-диагностического оборудования и использование новейших технологий позволяют проводить практические занятия со студентами академии на высоком научно-практическом уровне.
С 2008 года Ижевской медицинской академией издаётся научно-практический журнал на русском и английском языках «Здоровье, демография, экология финно-угорских народов» («Health, Demography, Ecology of Finno-Ugric People»; ISSN 1994-8921).